# بخش وال ویخو
بخش وال ویخو (به اسپانیایی: Departamento Valle Viejo) یک منطقهٔ مسکونی در آرژانتین است که در استان کاتامارکا واقع شده‌است. بخش وال ویخو ۵۴۰ کیلومتر مربع مساحت و ۲۳٬۷۰۷ نفر جمعیت دارد.